# セルヴァ・ディ・ヴァル・ガルデーナ
セルヴァ・ディ・ヴァル・ガルデーナ（イタリア語: Selva di Val Gardena ; ラディン語: Sëlva ( 音声ファイル)）は、イタリア共和国トレンティーノ＝アルト・アディジェ州ボルツァーノ自治県にある、人口約2,600人の基礎自治体（コムーネ）。
ラディン語を母語とする住民が多数を占める。

## 名称
州の3つの公用語ではそれぞれ以下の名称を持つ。
- イタリア語: Selva di Val Gardena
- ドイツ語: Wolkenstein in Gröden あるいは Wolkenstein in Groeden
- ラディン語: Sëlva

## 地理

### 位置・広がり
ドロミーティのヴァル・ガルデーナに位置する。西は谷となっていてサンタ・クリスティーナ・ヴァルガルデーナに接する。

#### 隣接コムーネ
隣接するコムーネは以下の通り。括弧内のTNはトレント自治県所属を示す。
- サン・マルティーノ・イン・バディーア - 北東
- バディーア - 北東
- コルヴァーラ・イン・バディーア - 東
- カナツェーイ (TN) - 南
- カンピテッロ・ディ・ファッサ (TN) - 南西
- サンタ・クリスティーナ・ヴァルガルデーナ - 西

## 住民

### 言語
| 言語集団調査（2011年） | 言語集団調査（2011年） | 言語集団調査（2011年） | 言語集団調査（2011年） | 言語集団調査（2011年） |
| ---------------------- | ---------------------- | ---------------------- | ---------------------- | ---------------------- |
|                        |                        |                        |                        |                        |
| ドイツ語               | ドイツ語               |                        | 5.15%                  | 5.15%                  |
| イタリア語             | イタリア語             |                        | 5.11%                  | 5.11%                  |
| ラディン語             | ラディン語             |                        | 89.74%                 | 89.74%                 |

2011年に行われた、住民がドイツ語・イタリア語・ラディン語のいずれの「言語集団」に属するかの調査によれば（ボルツァーノ自治県#言語集団調査参照）、住民の約90%がラディン語話者である。

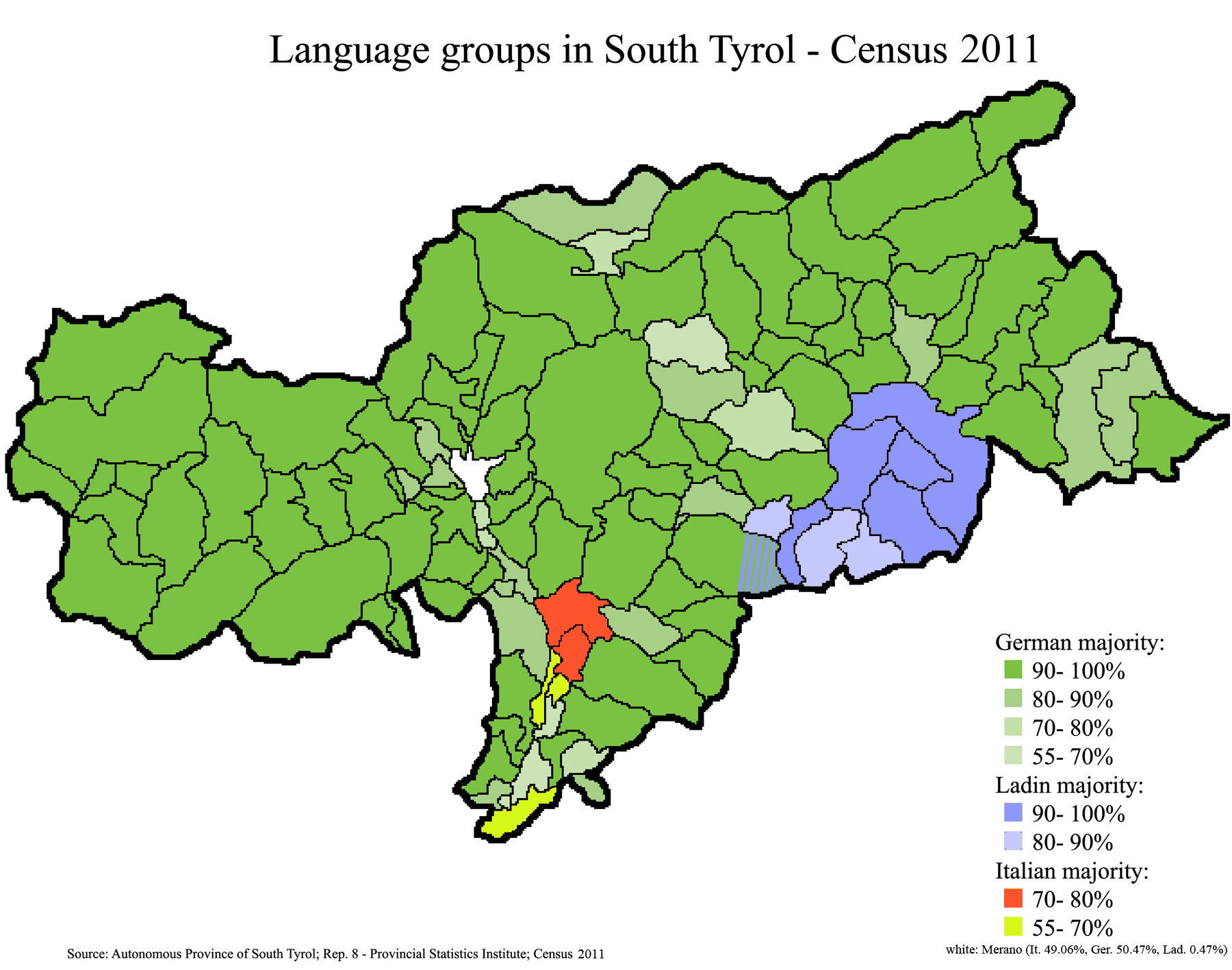
ボルツァーノ自治県の言語状況（2011年）。ラディン語話者が多数を占める地域は青で示されている。

## スポーツ
セルヴァ・ディ・ヴァル・ガルデーナには、アイスホッケーのチーム「H.C.ガルデーナ」があり、過去に4回イタリア・チャンピオンとなったことがあるが、 現在はセリエA2に参加中である。
セルヴァ・ディ・ヴァル・ガルデーナは、ジーロ・ディターリアの舞台ともなっている。以下の大会では、区間（ステージ）のゴール地点となった。
- 1991年 (6月11日): 第16区間 勝者 Massimiliano Lelli
- 1998年 (6月2日): 第17区間 勝者 Giuseppe Guerini
- 2000年 (5月27日): 第13区間 勝者 ホセ・ルイス・ルビエラ

またイタリア氷上競技連盟とガルデナアイスクラブの共催により、国際スケート連盟規定に従ってフィギュアスケートの大会であるガルデナスプリング杯が毎年4月に開催されている。